# Хейи, Тибор
Тибор Хейи (венг. Tibor Helyi; 19 апреля 1963, Будапешт) — венгерский гребец-байдарочник, выступал за сборную Венгрии на всём протяжении 1980-х годов. Участник летних Олимпийских игр в Сеуле, чемпион мира, победитель многих регат национального и международного значения.

## Биография
Тибор Хейи родился 19 апреля 1963 года в Будапеште. Активно заниматься греблей начал в раннем детстве, проходил подготовку в столичном спортивном клубе MTK.
Первого серьёзного успеха на взрослом международном уровне добился в 1982 году, когда попал в основной состав венгерской национальной сборной и побывал на чемпионате мира в югославском Белграде, откуда привёз награду бронзового достоинства, выигранную в зачёте четырёхместных байдарок на дистанции 10000 метров.
В 1985 году Хейи выступил на чемпионате мира в бельгийском Мехелене и одержал победу в четвёрках на десяти километрах. Год спустя на мировом первенстве в канадском Монреале взял в той же дисциплине бронзу. Ещё через год на аналогичных соревнованиях в немецком Дуйсбурге добавил в послужной список серебряную медаль, полученную в той же десятикилометровой дисциплине байдарок-четвёрок.
Благодаря череде удачных выступлений Тибор Хейи удостоился права защищать честь страны на летних Олимпийских играх 1988 года в Сеуле — в составе двухместного экипажа вместе с напарником Андрашом Райной сумел дойти до финальной стадии турнира, однако в решающем заезде финишировал лишь девятым. Вскоре по окончании сеульской Олимпиады принял решение завершить спортивную карьеру, уступив место в сборной молодым венгерским гребцам.